# Cyanoramphus erythrotis
Il parrocchetto di Macquarie (Cyanoramphus erythrotis (Wagler, 1832)) è un pappagallo estinto che viveva su Macquarie, un'isola subantartica dell'Oceano Australe appartenente politicamente alla Tasmania (Australia).

## Tassonomia
Sebbene venga generalmente considerato una sottospecie del parrocchetto fronterossa (C. novaezelandiae), cui somigliava moltissimo nell'aspetto, nel 2001 lo studioso Wee Ming Boon e altri suoi colleghi, dopo un accurato studio genetico delle varie specie di Cyanoramphus, riscontrarono una maggiore somiglianza genetica con un'altra sottospecie di C. novaezelandiae, il parrocchetto di Reischek delle Isole Antipodi, tanto da riunire le due sottospecie in una specie a parte, il parrocchetto subantartico (C. erythrotis). Tuttavia, in seguito alla pubblicazione dello studio, Boon e colleghi scoprirono che il materiale esaminato, invece di provenire da Macquarie, veniva invece dalle Antipodi.

## Storia
Quando Macquarie venne scoperta, nel 1810, i parrocchetti erano numerosissimi, sia nelle distese di carici che lungo la costa, dove si nutrivano degli invertebrati presenti sulle alghe brune gettate sulla spiaggia dalle onde. Nonostante l'introduzione, negli anni '20, di cani e gatti e la caccia a scopo alimentare da parte dei cacciatori di foche, i parrocchetti rimasero numerosi fino agli anni '80.
La transizione dall'abbondanza all'estinzione durò poco più di un decennio. Gli eventi critici che portarono alla scomparsa del parrocchetto furono le introduzioni del weka e del coniglio europeo negli anni '70 e il loro incremento demografico negli anni '80. Fino ad allora l'inverno, quando sull'isola non c'erano i petrelli che nidificavano nelle tane e i pinguini che giungevano a Macquarie per riprodursi, si era rivelato una stagione difficile per i predatori terrestri che, morendo in gran numero, non erano mai riusciti ad aumentare di numero. Grazie ai conigli, i gatti e i weka trovarono una fonte di cibo disponibile tutto l'anno e aumentarono enormemente di numero; con il loro aumento, crebbero anche gli attacchi a spese dei parrocchetti, che vennero avvistati per l'ultima volta nel 1891.